# Michiel de Zeeuw
Michiel de Zeeuw (Den Haag, 6 maart 1978) is een Nederlandse interieurarchitect en deskundige in diverse televisieprogramma's. 
Michiel richtte als interieurarchitect in 2017 zijn eigen bedrijf op genaamd Studio Michiel de Zeeuw en heeft dit in de jaren uitgebouwd tot een gerenommeerd interieurarchitecten bureau. 
Michiel de Zeeuw begon zijn loopbaan als Nederlands acteur en zanger. Hij werd bekend in de rol van Tim d'Harencourt in de televisieserie Goudkust (1996-2000) en vormde samen met collega-soapsterren Jim Geduld, Chris Zegers en Winston Gerschtanowitz de boyband 4 Fun.  
In 2008 studeerde Michiel af aan de Koninklijke Academie van Beeldende Kunsten in Den Haag als interieurarchitect. Aansluitend werkte hij voor verschillende bedrijven in de interieurbranche, onder andere voor Jan des Bouvrie. 
Michiel de Zeeuw was van 2012 tot 2021 te zien als copresentator en deskundige in het RTL programma RTL Woonmagazine. De Zeeuw trad ook in andere programma's als op deskundige.